# Kamel Bounah
Kamel Bounah, né le 12 novembre 1953 à Constantine, est un ancien militant du FLN, professeur en sociologie, ancien  Président de l’Assemblée Populaire de Wilaya, P-APW de Constantine 2002-2006.
Sénateur de 2006 à 2012, il a été le vice-président du Conseil de la nation.